# Heiloo vasútállomás
Heiloo vasútállomás vasútállomás Hollandiában, Heiloo községben,  településen.

## Vasútvonalak
Az állomást az alábbi vasútvonalak érintik:
- Nieuwediep–Amsterdam-vasútvonal

## Kapcsolódó állomások
A vasútállomáshoz az alábbi állomások vannak a legközelebb:
- Alkmaar vasútállomás
- Castricum vasútállomás